# Alicia Garza
Alicia Garza, nascuda Alicia Schwartz (Oakland, Califòrnia, 4 de gener de 1981) és una activista de drets civils i escriptora nord-americana. Ha treballat en temes de salut, drets dels estudiants, drets de les treballadores de la llar i en la lluita contra la brutalitat policial, el racisme i l'homofòbia. Els seus articles han estat publicats per The Guardian, The Nation, The Feminist Wire, Rolling Stone i HuffPost. El 2013 Garza va cofundar el moviment Black Lives Matter, al costat de les activistes Patrisse Cullors i Opal Tometi. Actualment és directora de Projectes Especials a l'Aliança Nacional de Treballadores de la Llar.

## Biografia

### Joventut
Provinent d'una família californiana de tipus interracial, Garza es va graduar l'any 2002 a la Universitat de Califòrnia en Sant Diego amb un grau en antropologia i sociologia. L'any 2008 es va casar amb Malachi Garza, un activista transgènere masculí.

### Black Lives Matter
A Garza se la considera una de les fundadores del moviment Black Lives Matter, juntament amb les activistes Opal Tometi i Patrisse Cullors. #BlackLivesMatter va néixer com un hashtag després de l'absolució de George Zimmerman el juliol de 2013 per la mort de Trayvon Martin, un jove negre de 17 anys que passejava per un barri de Sanford, Florida, quan Zimmerman el va assassinar. A Garza se li atribueix haver inspirat l'eslògan quan, després de l'absolució de Zimmerman, va publicar a Facebook: «Gent negra. Us vull. Ens vull. Les nostres vides importen. Les vides negres importen (Black Lives Matter)», que després Cullors va compartir amb el hashtag #BlackLivesMatter. El hashtag va guanyar popularitat i la gent el va començar a utilitzar com a eslògan de les protestes. En les seves intervencions, Garza defensa que cal "repensar la noció de seguretat" per disminuir la tensió racial que viu el país, i de manera que involucri les forces policials.

### Altres activitats
Anteriorment, Garza havia servit com a directora de People Organized to Win Employment Rights (POWER) a l'àrea de la Badia de Sant Francisco. L'any 2013, Garza es va incorporar com a directora de projectes especials a l'Aliança Nacional de Treballadores de la Llar (NDWA), una organització que promou els drets de les treballadores de la llar als Estats Units. El 2019 Garza va acudir representant a la NDWA als premis Òscar amb motiu de l'èxit de la pel·lícula Roma, dirigida per Alfonso Cuarón.
Garza és membre de la junta directiva de la sucursal de Forward Together a Oakland, Califòrnia, i també participa en Black Organizing for Leadership and Dignity. S'autoidentifica com una dona queer, i el seu cònjuge és birracial i transgènere. Garza manifesta basar el seu activisme actual en totes les seves experiències. Garza ha escrit articles per The Guardian, Rolling Stone, The Huffington Post, The Nation, The Feminist Wire i Truthout, entre altres publicacions.

### Carrera presidencial del 2016
Si bé Garza ha estat crítica amb Donald Trump, també ha criticat a Barack Obama i a Hillary Clinton. Garza va afirmar que "Els Clinton usen a les persones negres per votar, però després no fan gens per les comunitats negres després de ser triats. Ens usen per prendre fotografies". Garza va votar per Bernie Sanders en les primàries demòcrates de Califòrnia, però va prometre fer tot el que estigués en el seu poder "per assegurar-se que Donald Trump no ens guiï" i va votar per Clinton en les eleccions generals.

## Reconeixements i premis
El 2015, Garza, Cullors i Tometi (com "Les dones de #BlackLivesMatter") es trobaven entre els nou finalistes de The Advocate's Person of the Year. El novembre de 2017, les fundadores de Black Lives Matter, Garza, Cullors i Tometi, van rebre el Premi de la Pau de Sydney. Garza va ser inclosa a la llista Time 100 de les 100 persones més influents del món l'any 2020 i a la llista de les 100 dones de la BBC del 2020.